# Twarz Analiji
Twarz Analiji (hiszp. El rostro de Analía) – amerykańska telenowela, wyprodukowana przez stację Telemundo w 2008 roku. W Polsce emitowana przez stację TV Puls od 31 sierpnia 2009 do 10 maja 2010.

## Fabuła
Mariana Montiel jest szczęśliwą żoną Daniela i matką małej Adrianity. Jak się okazuje – tylko pozornie. W dniu kolejnej rocznicy ślubu Mariana odkrywa, że mąż ma romans z jej kuzynką, Sarą. Co więcej, Sara jest gotowa na wszystko, by zająć miejsce kuzynki u boku Daniela. Opłaca mafiosa Rickiego Montanę, by zabił Marianę. Gangster wykorzystuje sytuację, by sprawdzić lojalność Analiji, policjantki, która chcąc pomścić śmierć ukochanego z rąk Montany, udaje płatną zabójczynię, i zleca jej zabicie kobiety. Wkrótce Analija zatrzymuje na drodze samochód Mariany i dosiada się do niej. Wyznaje jej co zaplanowała Sara. Załamana i pijana Mariana świadomie zjeżdża autem z urwiska. Przejeżdżający obok dr Armando Rivera wyciąga spalone ciało Mariany z samochodu i zabiera do swojego laboratorium. Tam z pomocą eksperymentu klonowania odbudowuje jej ciało w oparciu o dowód tożsamości. Nie wie jednak, że znaleziony dokument należał do Analiji.

## Obsada
- Elizabeth Gutiérrez jako Ana Lucía „Analija” Moncada / Mariana Andrade de Montiel / Ana Rivera
- Martín Karpan jako Daniel Montiel – mąż Mariany, ojciec Adriany
- Maritza Rodríguez jako Sara Andrade – kuzynka Mariany, kochanka Daniela
- Gabriel Porras jako Ricardo Rivera 'Ricky Montana’ – mafioso, ma obsesję na punkcie Analiji
- Zully Montero jako Carmen Rodriguez de Andrade – przybrana matka Mariany, żona Ernesto oraz babcia Adrianity. Kryminalistka i morderczyni
- Karla Monroig jako Isabel Martínez – najlepsza przyjaciółka Mariany i Daniela, matka chrzestna Adrianity
- Elluz Peraza jako Olga Palacios – matka Miguela
- Flavio Caballero jako Capitan Nelson Lares – detektyw
- Flor Núñez jako Agustina Moncada – matka Analiji i Camil
- Daniel Lugo jako dr Armando Rivera – doktor, który uratował Marianę, ojciec Rickiego Montany
- Germán Barrios jako Ernesto Andrade – ojciec Mariany i Miguela, mąż Carmen, zakochany w Oldze
- Jorge Consejo jako Roberto Picano – asystent Armando Rivery
- Andrés García Jr. jako Ojciec Benito – ksiądz
- José Guillermo Cortines jako Mauricio (Mauri) Montiel – starszy brat Daniela
- Pedro Moreno jako Cristobal Colon – detektyw, który pracował z Analią, zakochany w Camili
- Alejandro Chabán jako Miguel Andrade Palacios – syn Olgi i Ernesto, ma obsesję na punkcie Camili
- Ximena Duque jako Camila Moncada – córka Agustiny, siostra Analiji, zakochana w Cristobalu
- Jacqueline Marquez jako Chaniqua Johnson – przyjaciółka Analiji, zakochana w Miguelu
- Chela Arias jako Yoya – niania Adrianity
- Alvaro Ruiz jako Nieves – szofer rodziny Andrade
- Gustavo Franco jako Rene – przyjaciel Sary
- Víctor Corona jako Chino – asystent Rickiego
- Ana Gabriela Barbosa jako Vicky – sekretarka w Angels
- Roxana Peña jako Margarita – służąca w domu Andrade
- Carlos Garin jako Capitán Delgado
- Michelle Jones jako Lupe – żona Chino
- Alba Raquel Barros jako Dionisia – czarownica, pomaga Carmen (zamordowana przez Carmen)
- Evelyn Santos jako Marlene – pracownica Rickiego Montany, lesbijka zakochana w Camili
- Angie Russian jako Jasmin – najlepsza przyjaciółka Camili
- Daniela Nieves jako Adriana Montiel/Adrianita – córka Mariany i Daniela, chrześnica Isabel
- Acira Gil jako Antonia Valdez – akuszerka, która sprzedała Carmen Marianę. Wspólniczka Carmen
- William Colmenares jako detektyw Brown – policjant
- Raul Izaguirre jako Aguirre – ojciec Any i Camili
- Sandra Eichler jako oficer Maiges
- Jorge Hernandez jako Tato Murillo – mafioso
- Andres Mistage jako Mendela – policjant współpracujący z detektywem Brownem
- Raul Duran jako Vallejo – współpracownik Laresa
- Diana Franco jako oficer Hoyer – strażniczka w więzieniu Any
- Sandra Arana jako Rogelia – więźniarka, próbuje zabić Anę. Opłacana przez Carmen
- Ivan Hernandez jako Nicolas ‘Nico’ Brandon – strażnik w więzieniu, wspólnik Rickiego
- Claudia Arroyave jako siostra Teresa Romero – zakonnica, pomaga Chanigule
- Victoria del Rosal jako Estela – tancerka w klubie
- Roxana Peña jako Margarita – pokojówka w domu Andrade
- Miriam Enriquez jako Pamela Duarte – wspólniczka Carmen i Antonii. Matka Chaniquy (zamordowana przez Carmen)
- Nelson Diaz jako Anibal Tracaño – przyjaciel Celestino, prawnik Montany

'Rola specjalna'
- Gaby Espino jako Mariana Andrade de Montiel – żona Daniela, matka Adriany. (Potem Ana Lucia, po zmianie twarzy)